# Apropriação original

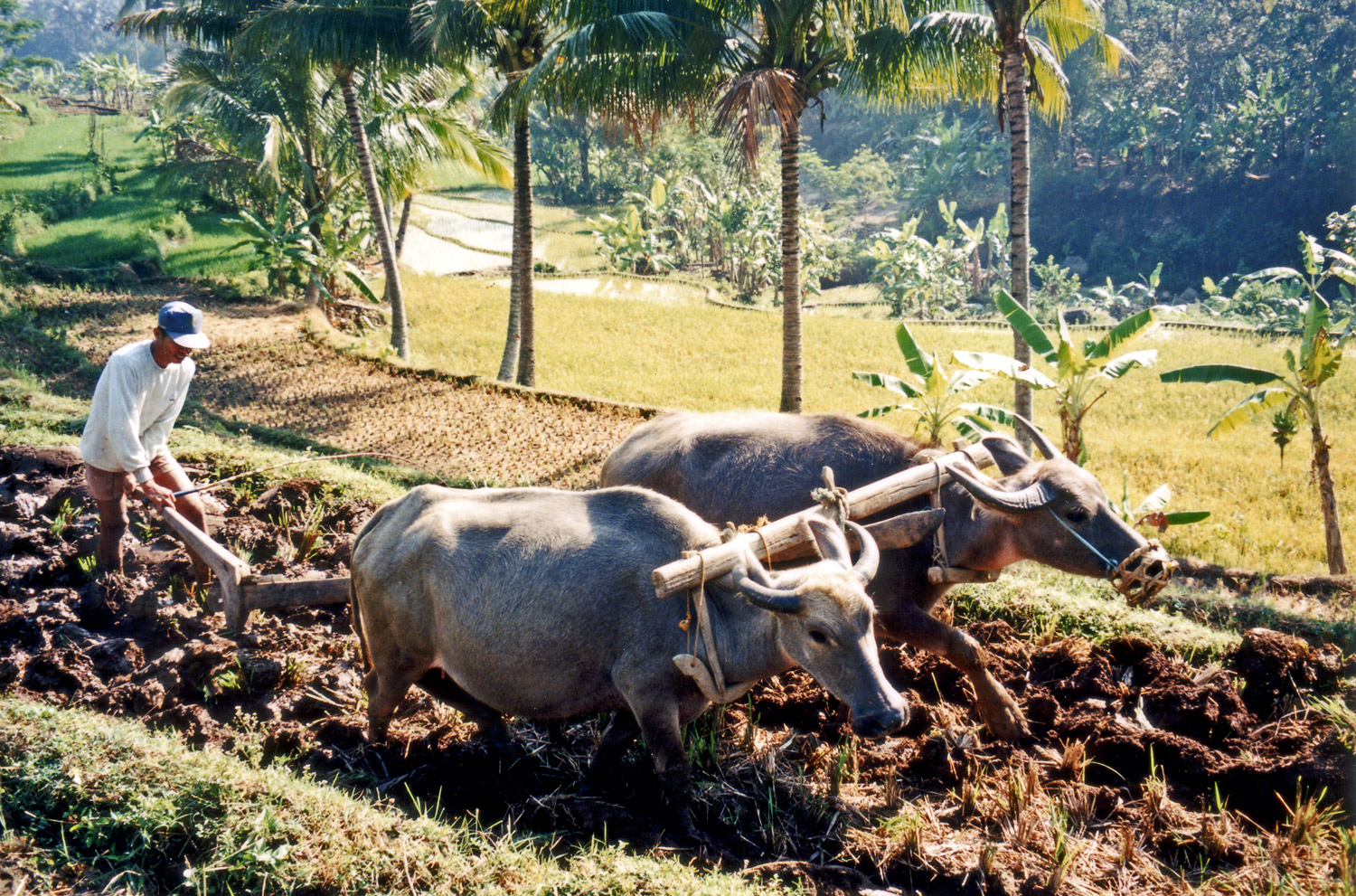
Sob o princípio da apropriação original um fazendeiro pondo uma terra sem dono em uso ganha o direito de propriedade sobre ela.

O princípio do homestead é o principio pelo qual alguém ganha a propriedade de um recurso natural sem dono realizando um ato de apropriação original. A apropriação poderia ser decretada colocando um recurso sem dono em uso ativo (como o uso para produzir um produto), juntando-o com propriedade previamente adquirida ou marcando-o como possuído (como a marcação na pecuária). Defensores da propriedade intelectual afirmam que idéias também podem ser apropriadas criando originalmente uma representação virtual ou tangível delas. Outros, no entanto, argumentam que, uma vez que as manifestações tangíveis de uma única ideia estarão presentes em muitos lugares, inclusive dentro das mentes das pessoas, isso impede a sua pertença na maioria ou em todos os casos. 

## Na filosofia

### John Locke
Filósofo do iluminismo, John Locke, em seu livro ‘O Segundo Tratado Sobre o Governo Civil’, publicado em 1690, defendeu a condição lockeana, a qual permite a apropriação original. Locke popularmente vê a “mistura de trabalho” como a terra como a fonte da propriedade através da apropriação original. Ele escreve:
Ainda que a terra e todas as criaturas inferiores pertençam em comum a todos os homens, cada um guarda a propriedade de sua própria pessoa; sobre esta ninguém tem qualquer direito, exceto ela. Podemos dizer que o trabalho de seu corpo e a obra produzida por suas mãos são propriedade sua. Sempre que ele tira um objeto do estado em que a natureza o colocou e deixou, mistura nisso o seu trabalho e a isso acrescenta algo que lhe pertence, por isso o tornando sua propriedade.
No entanto, Locke afirmava que os indivíduos possuíam o direito de apropriar-se de propriedade privada da natureza apenas, desde que “ainda restasse bastante, de tão boa qualidade, e até mais que indivíduos ainda desprovidos pudessem utilizar.” A condição Lockeana sustenta que a apropriação de recursos sem dono é uma diminuição dos direitos de outros, e só seria aceitável se não prejudicasse as outras pessoas.

### Murray Rothbard
Filósofo libertário e economista da Escola Austríaca, Murray Rothbard, argumenta que a apropriação original inclui todos os direitos necessários para se envolver na ação de apropriação, incluindo os direitos de poluição e incômodos. Ele escreve:
A maioria de nós pensa na apropriação de recursos não utilizados no sentido antiquado de limpar um pedaço de terra sem dono e cultivar o solo. ... Suponha, por exemplo, que um aeroporto esteja estabelecido com uma grande quantidade de terreno vazio ao seu redor. O aeroporto exsuda um ruído num nível de, digamos, X decibéis, com as ondas sonoras viajando pelo terreno vazio. Uma empresa de desenvolvimento habitacional, em seguida, compra terras próximas ao aeroporto. Algum tempo depois, os proprietários das casas processam o aeroporto pelo barulho excessivo interferindo no uso e no calmo prazer das casas.
Barulho excessivo pode ser considerado uma forma de agressão, mas neste caso o aeroporto já tinha apropriado o valor de X decibéis de barulho. Por sua reivindicação anterior, o aeroporto agora “possui o direito” de emitir X decibéis de ruído na área circundante. Em termos legais, podemos então dizer que o aeroporto, através da apropriação original, ganhou um direito de servidão para criar X decibéis de ruído. Esta servidão apropriada é um exemplo do antigo conceito jurídico de “prescrição,” no qual uma determinada atividade ganha um direito de propriedade prescritivo para a pessoa envolvida na ação.
Rothbard interpreta a extensão física a qual um ato de apropriação estabelece o direito de propriedade em termos da “unidade tecnológica” relevante, que é a quantidade mínima necessária para o uso pratico do recurso. Ele escreve:
Se A usa uma certa quantidade de um recurso, quanto desse recurso advém do seu direito de propriedade? Nossa resposta é que ele possui a unidade tecnológica do recurso. O tamanho dessa unidade depende do tipo de bem ou recurso em questão, e deve ser determinado por juízes, jurados ou árbitros que são especialistas no recurso ou industria específicos em questão.

### Anthony de Jasay
O filósofo político húngaro Anthony de Jasay argumentou que um apropriador original, tendo uma reivindicação anterior a qualquer outro, deve ser à primeira vista considerado o dono do recurso, de acordo com o principio “Deixar em posse”. Ele escreve:
[Se] ter a primeira posse de uma coisa é um ato viável que é admissível se não for um delito (neste caso, não transgredir) e não viola nenhum direito; mas este é o caso, por definição, isto é, pela coisa sendo identificada como “sem dono”. Tomar posse exclusiva disso é, em termos de nossa classificação de possíveis atos, uma liberdade e, como tal, apenas um direito contrário pode obstrui-lo ou opô-lo. 14 O adversário desta simples tese esta tentando tê-la de ambos modos: ele esta igualmente afirmando que a coisa não tem um primeiro dono legitimo de quem um segundo dono ou sucessor, poderiam legitimamente obtido-o por uma transferencia acordada, e que, no entanto, há alguém que era e ainda é intitulado para usar a coisa e, portanto, pode validamente se opor a ser excluído dele. Mas um direito de usar o objeto é uma reivindicação de propriedade de antecedentes pelo menos parcial que precisa de um proprietário, ou a permissão de um proprietário, antes que possa ser feito; A propriedade não pode igualmente existir nem existir. Se por outro lado, os objetores estiverem usando o objeto sem ter direito a ele, porque nenhum terceiro os excluiu tomando a primeira posse (o que quer que possa consistir esse ato), o gozo deles quanto ao objeto era precário, não empossado. A sua apropriação por parte de um terceiro pode ter-lhes privado de uma vantagem não acordada, mas que não violou seus direitos.

### Hans Hermann Hoppe
Similarmente a de-Jasay, Hans Hermann Hoppe argumenta que a negação da regra da apropriação original implica uma contradição performativa. Isso porque a argumentação honesta deve pressupor uma norma intersecciosamente determinável (isto é, justificável), e todas as normas que não dependem do estabelecimento original de um vinculo físico (e, portanto, evidente) com o proprietário são de natureza subjetiva e, portanto, contradizem as pressuposições da argumentação. Ele escreve:
Além disso, se alguém não pudesse apropriar outros recursos através da apropriação original, isto é, colocando-os em uso antes de qualquer outra pessoa, ou se a variedade de objetos a serem apropriados originalmente fosse de alguma forma limitada, isto só seria possível se a propriedade pudesse ser adquirida por mero decreto ao invés de por ação. No entanto, isso não se qualifica como uma solução para o problema da ética, isto é, da prevenção de conflitos, mesmo por motivos puramente técnicos, pois não permitiria que alguém decidisse o que fazer se tais declarações fossem incompatíveis. Ainda mais decisivo, seria incompatível com a já justificada auto-propriedade, pois se alguém pudesse apropriar-se de recursos por decreto, isso implicaria que alguém poderia também declarar-se dono do corpo de outra pessoa. Assim, qualquer pessoa que negue a validade do princípio da apropriação original — cujo reconhecimento já esta implícito em argumentar o respeito mútuo de duas pessoas pelo controle exclusivo de cada um sobre seu próprio corpo — contrariaria o conteúdo de sua proposição por meio de seu próprio ato de fazer proposições.

### Ayn Rand
Ayn Rand não elaborou sobre as características da apropriação original, mas expressou apoio por leis compatíveis, tal como favoravelmente a citação do Homestead Act (1862). Ela escreveu:
Um exemplo notável do método apropriado para estabelecer a propriedade privada a partir do zero, em uma area previamente sem dono, é o Homestead Act de 1862, pelo qual o governo abriu a fronteira ocidental para assentamento e transferiu “terrenos públicos” para proprietários privados. O governo ofereceu uma fazenda de 160 hectares a qualquer cidadão adulto que se instalasse nela e cultivasse por cinco anos, após a qual se tornaria sua propriedade. Embora esse terreno fosse originalmente considerado, em lei, como “propriedade pública”, o método de sua alocação, de fato, seguiu o principio apropriado (de fato, mas não na intenção ideológica explícita). Os cidadãos não tiveram que pagar o governo como se ele fosse um dono; A propriedade começou com eles, e eles ganharam pelo método que é a fonte e a raiz do conceito de “propriedade”: trabalhando em recursos materiais não utilizados, transformando uma região selvagem em um assentamento civilizado. Assim, o governo, neste caso, não estava agindo como o proprietário, mas como o guardião de recursos sem proprietário que define regras objetivamente imparciais pelas quais potenciais proprietários podem adquiri-los.

### Linda e Morris Tannehill
Linda e Morris Tannehill argumentaram em The Market for Liberty que reivindicando fisicamente o terreno (por exemplo, cercá-la ) deveria ser o bastante para obter o titulo de propriedade: 
Uma teoria antiga e muito respeitada sustenta que, para que um homem venha a possuir um valor anteriormente não possuído, é necessário que ele “misture seu trabalho com a terra” para torná-lo seu. Mas essa teoria enfrenta dificuldades quando se tenta explicar o que significa “misturar o trabalho com a terra”. Quanto trabalho exatamente é necessário, e de qual tipo? Se um homem cavar um grande buraco em seu terreno e, em seguida, preenchê-lo novamente, pode-se dizer que ele misturou seu trabalho com o terreno? Ou é necessário efetuar uma mudança um tanto que permanente no terreno? Caso sim, quão permanente?... Ou é necessário efetuar alguma melhora no valor econômico do terreno? Caso sim, quanto e em quanto tempo?... Um homem perderia o título de seu terreno se ele tivesse que esperar dez meses para que uma linha ferroviária fosse construída antes de poder melhorar seu terreno?... E quanto ao naturalista que queria manter seu terreno exatamente como era em seu estado silvestre para estudar sua ecologia?...[M]isturar o trabalho de alguém com a terra é um conceito muito mal definido e um requisito muito arbitrário para servir de critério de propriedade.

## No Direito

### Direito comum

Sob a doutrina ad coelum a propriedade sobre terras se estende em formato de cone do núcleo da terra ate a exosfera.

O direito comum fornece a doutrina ad coelum pela qual os proprietários do terreno possuem tudo abaixo e acima da terra, até o céu e abaixo da terra até o seu núcleo, com a exceção de minerais voláteis como o gás natural. As regras que regem o que constitui apropriação original não foram especificadas pelo direito comum, mas sim pela lei estatutária local. O direito comum também reconhece o conceito de posse adversa (“Direitos de posseiros”). Rothbard criticou esta doutrina como incompatível com o seu próprio de apropriação, uma vez que uma aplicação literal impede que aeronaves viagem sobre as terras de alguém. Além disso:
Mas seria o problema prático da aviação a única coisa errada com a regra ad coelum? Utilizando-se o princípio da apropriação original, a regra ad coelum jamais fez qualquer sentido e, assim, deveria estar há muito tempo na lata de lixo da história jurídica. Se alguém se apropria originalmente e utiliza o solo, em que sentido ele também estaria utilizando todo o ar acima dele até o céu? Claramente, ele não está.
Enquanto a aeronave não danificasse ou interferisse o terreno, o proprietário não teria uma reivindicação. Pelo mesmo princípio, a propriedade sobre recursos minerais e hídricos acima ou debaixo do terreno exigiriam a apropriação original, caso contrario, ser deixados sem dono.

### Legislação estatutária
No século 19, vários governos formalizaram o principio da apropriação  original aprovando leis que concederiam propriedade sobre terrenos de certos tamanhos padronizados para pessoas que se instalassem neles e “aprimorassem-os” de determinadas formas (normalmente, construindo sua residência e começando a cultivar pelo menos uma determinada fração do terreno). Normalmente tais leis se aplicariam a territórios recentemente tomados de seus habitantes indígenas, e os quais o estado gostaria que fossem povoados por agricultores. Exemplos:
- Estados Unidos: Florida Armed Occupation Act (1842), Homestead Act (1862)
- Canadá: Dominion Lands Act (1872)
- Austrália: Crown Lands Acts (1861)